# Jordi Torras i Badosa
Jordi Torras i Badosa (Sant Vicenç dels Horts, 24 de setembre de 1980) és un exjugador de futbol sala català.

## Trajectòria
Jordi Torras va iniciar-se en el futbol sala a La Palma de Cervelló. A l'edat de cadet va entrar a formar part de les categories inferiors de la secció de futbol sala del Futbol Club Barcelona. Als 16 anys va fer el salt al primer equip, on jugà de 1996 a 2003, any en què va anar al Miró Martorell. Durant la seva primera etapa al Barça, la secció era encara semi-professional i Torras va poder debutar en la màxima categoria d'aquest esport, la Divisió d'Honor, però a causa de dos descensos també va jugar a la divisió de Plata en més d'una ocasió. L'any 2000 guanyà la Copa Catalunya amb el Barça.
Després d'un any a Martorell, on tornà a guanyar la Copa Catalunya, va fer el salt al Polaris World Cartagena, un dels equips potents de la Divisió d'Honor, on va adquirir experiència, i on fou reconegut fins al punt que s'anomenà una penya amb el seu nom. La temporada 2005/06 va arribar a ser subcampió de lliga. Degut a la pèrdua del patrocinador del Polaris World Cartagena, va marxar a l'Inter Movistar. Amb aquest equip madrileny guanyà títols importants com el campionat de Lliga, Copa espanyola, Supercopa espanyola i UEFA Futsal Cup. També ha format part de la selecció espanyola, amb la qual ha estat més de 100 vegades internacional.
L'any 2010 va retornar a un reforçat i professionalitzat FC Barcelona entrenat per Marc Carmona, i en la primera temporada l'equip va assolir tots els títols en joc, inclosa la Copa Catalunya, la Copa espanyola, la Copa del Rei i la Lliga.
El 2014 fitxa per l'Asti italià, club en el qual es retira el 29 de desembre de 2015, a causa d'una lesió crònica al maluc.

## Perfil
Jordi Torras és un jugador de tipus defensiu, malgrat que en els seus inicis al Barça jugava més enfocat a l'atac, com ala esquerra amb arribada i gol. El seu joc ha evolucionat cap a la defensa, on destaca pel seu físic, aportant estabilitat a l'equip al darrere.

## Clubs
- 1996/2003 – FC Barcelona
- 2003/2004 – Miró Martorell
- 2004/2007 – Polaris World Cartagena
- 2007/2010 – Inter Movistar
- 2010/2014 – FC Barcelona Alusport
- 2014/2015 - Città di Asti Calcio a 5

## Palmarès
Inter Movistar
- 2010, Supercopa espanyola
- 2009, Copa d'Espanya
- 2009, UEFA Futsal Cup
- 2008, Copa Intercontinental
- 2008, Recopa d'Europa
- 2007-2008, Lliga espanyola
- 2007, Supercopa espanyola

Miró Martorell
- 2003 Copa Catalunya[1]

FC Barcelona
- 2000 Copa Catalunya
- 2010 Copa Catalunya
- 2011 Copa del Rei
- 2011 Copa d'Espanya
- 2011 Lliga d'Espanya

Selecció espanyola de futbol sala
- 2010 Campió d'Europa, selecció absoluta, Hongria 2010[1]
- 2008 Plata, Mundial Brasil
- 2007 Copa d'Europa, Portugal
- 2005 Copa d'Europa, Txèquia
- 2004 Mundial Xina-Taipei

Títols personals
- 2008-2009 Millor Ala-Tanca de la LNFS[1]